# Van Wezel Performing Arts Center
Van Wezel Performing Arts Center Hall es el centro de artes escénicas de la ciudad de Sarasota, Florida.
Alberga 1736 espectadores y fue construido entre 1968-70 fecha de inauguración siendo nombrado en honor de los filántropos locales Lewis y Eugenia Van Wezel. 
Inspirado en caracoles y conchas marinas, fue diseñado por el arquitecto William Wesley Peters, uno de los sucesores de Frank Lloyd Wright. La viuda de Wright eligió el color lavanda que lo simboliza. 
Es la principal sala de conciertos y de espectáculos de la ciudad que también cuenta con los históricos Teatro Asolo dentro del Museo Ringling y el Edwards Theater sede de la Sarasota Opera.